# Dāvis Bertāns
Dāvis Bertāns (* 12. November 1992 in Valmiera) ist ein lettischer Basketballspieler.

## Laufbahn
Bertāns gab 2008 seinen Einstand in der ersten lettischen Liga, im November 2010 wechselte er zum slowenischen Spitzenverein KK Olimpija Ljubljana. Beim Draftverfahren der NBA im Jahr 2011 sicherten sich die Indiana Pacers in der zweiten Auswahlrunde an 42. Stelle die Rechte am lettischen Flügelspieler, traten diese aber im Rahmen eines Tauschgeschäfts unverzüglich an die San Antonio Spurs ab. Er blieb jedoch vorerst in Europa, spielte zunächst weiterhin in Ljubljana und ab Januar 2012 bei Partizan Belgrad. In Ljubljana spielte er erstmals auch in der EuroLeague. Bei Partizan wurde er 2012, 2013 und 2014 serbischer Meister und gewann mit der Mannschaft 2013 zudem den Titel in der Adriatischen Basketballliga.
2014 nahm der Lette ein Angebot des spanischen Erstligisten Saski Baskonia Vitoria an, für den er zwei Jahre lang spielte und in 47 Partien der Liga ACB durchschnittlich 10 Punkte je Begegnung erzielte. Auch in Vitoria gehörte die Treffsicherheit beim Distanzwurf zu seinen Stärken, im Laufe der Saison 2015/16 verwandelte Bertāns in der EuroLeague 27 seiner 57 Dreipunktwürfe, was einer Erfolgsquote von 47,4 Prozent entsprach.
Im Sommer 2016 vollzog Bertāns den Schritt in die Vereinigten Staaten und wurde von der NBA-Mannschaft San Antonio Spurs unter Vertrag genommen. Nachdem er in der Hauptrunde der Saison 2018/19 im Schnitt 8 Punkte je Spiel für die Texaner erzielt hatte und damit den besten Wert seit seiner Ankunft in San Antonio verbucht hatte, wurde er in der Sommerpause 2019 im Rahmen eines Tauschgeschäfts an die Washington Wizards abgegeben. In Washington erzielte er in der Saison 2019/20 15,4 Punkte je Begegnung und traf starke 42,4 Prozent seiner Dreipunktwürfe. Im November 2020 unterzeichnete er einen Fünfjahresvertrag in Washington. Zusammen mit seinem Mannschaftskameraden Spencer Dinwiddie wurde Bertāns im Februar 2022 im Tausch gegen seinen Landsmann Kristaps Porziņģis an die Dallas Mavericks abgegeben.
Im Sommer 2023 war er abermals Gegenstand eines Spielertausches und kam zum Oklahoma City Thunder. Er kam bei der Mannschaft selten zum Zuge, im Februar 2024 kam er zu den Charlotte Hornets. In 28 Spielen für Charlotte kam er bis zum Ende der Saison 2023/24 auf einen Punktedurchschnitt von 8,8.
Bertāns wurde im September 2024 als Neuzugang von Dubai Basketball vermeldet. Der neugegründeten Mannschaft aus den Vereinigten Arabischen Emiraten war zuvor ein Teilnahmerecht für die Adriatischen Basketballliga zugesprochen worden.

### Persönliches
Auch sein älterer Bruder Dairis Bertāns wurde Basketballprofi.

## Karriere-Statistiken

### NBA

#### Hauptrunde
| Saison  | Team                 | GP  | GS | MPG  | FG % | 3P % | FT % | RPG | APG | SPG | BPG | PPG  |
| ------- | -------------------- | --- | -- | ---- | ---- | ---- | ---- | --- | --- | --- | --- | ---- |
| 2016–17 | San Antonio          | 67  | 6  | 12.1 | .440 | .399 | .824 | 1.5 | 0.7 | 0.3 | 0.4 | 4.5  |
| 2017–18 | San Antonio          | 77  | 10 | 14.1 | .440 | .373 | .816 | 2.0 | 1.0 | 0.3 | 0.4 | 5.9  |
| 2018–19 | San Antonio          | 76  | 12 | 21.5 | .450 | .429 | .883 | 3.5 | 1.3 | 0.5 | 0.4 | 8.0  |
| 2019–20 | Washington           | 54  | 4  | 29.3 | .434 | .424 | .852 | 4.5 | 1.7 | 0.7 | 0.6 | 15.4 |
| 2020–21 | Washington           | 57  | 7  | 25.7 | .404 | .395 | .870 | 2.9 | 0.9 | 0.6 | 0.2 | 11.5 |
| 2021–22 | Washington / Dallas  | 56  | 0  | 14.4 | .360 | .335 | .900 | 2.1 | 0.6 | 0.3 | 0.2 | 5.6  |
| 2022–23 | Dallas               | 45  | 1  | 10.9 | .431 | .390 | .867 | 1.2 | 0.5 | 0.2 | 0.2 | 4.6  |
| 2023–24 | Oklahoma / Charlotte | 43  | 1  | 15.7 | .393 | .380 | .909 | 1.4 | 0.8 | 0.6 | 0.3 | 6.7  |
| Gesamt  | Gesamt               | 475 | 41 | 18.0 | .422 | .396 | .863 | 2.4 | 0.9 | 0.4 | 0.4 | 7.7  |

#### Play-offs
| Saison  | Team        | GP | GS | MPG  | FG % | 3P % | FT %  | RPG | APG | SPG | BPG | PPG |
| ------- | ----------- | -- | -- | ---- | ---- | ---- | ----- | --- | --- | --- | --- | --- |
| 2016–17 | San Antonio | 13 | 0  | 8.6  | .444 | .400 | .667  | 1.5 | 0.2 | 0.2 | 0.3 | 2.8 |
| 2017–18 | San Antonio | 5  | 0  | 16.4 | .167 | .188 | .727  | 2.2 | 1.2 | 0.4 | 0.0 | 3.4 |
| 2018–19 | San Antonio | 5  | 0  | 15.8 | .333 | .273 | .600  | 1.6 | 1.0 | 0.0 | 0.2 | 3.2 |
| 2020–21 | Washington  | 4  | 2  | 26.5 | .407 | .348 | 1.000 | 2.8 | 0.3 | 0.3 | 0.5 | 9.3 |
| 2021–22 | Dallas      | 18 | 0  | 10.7 | .400 | .373 | .833  | 1.4 | 0.3 | 0.4 | 0.1 | 4.1 |
| Gesamt  | Gesamt      | 27 | 2  | 12.7 | .373 | .339 | .780  | 1.7 | 0.5 | 0.3 | 0.2 | 4.0 |